# Corazón salvaje (canción de Mijares)
Corazón salvaje es una canción interpretada por el cantautor mexicano Manuel Mijares, incluida como primer sencillo de octavo álbum de estudio del mismo título. El tema fue escrito por Juan Carlos Calderón y publicada bajo el sello discográfico EMI Capitol Music a principios del mes de febrero del año 1993.

## Antecedentes
La canción se convirtió en un éxito número uno tanto en México como en América Latina y además sirvió como tema principal para le telenovela de Televisa del mismo nombre de la versión de 1993.
Ha estado en varios discos de grandes éxitos y versiones de sus canciones mas recopilatorios y otros álbumes en vivo de la propia cantante.

## Lista de canciones

### CD - Promo[6]
| Corazón salvaje — Single |                   |          |  |
| N.º                      | Título            | Duración |  |
| 1.                       | «Corazón salvaje» | 4:00     |  |

## Posiciones en las listas
| Listas                                    | Posición |
| ----------------------------------------- | -------- |
| Estados Unidos Billboard Hot Latin Tracks | 14       |
| Mexico (Top 100)                          | 65       |